# Liste der Fürstpröpste von Ellwangen
| Name                                              | von  | bis  | Bemerkungen |
| ------------------------------------------------- | ---- | ---- | --- |
| Johann von Hürnheim                               | 1460 | 1461 | letzter Abt von Kloster Ellwangen, trat 1461 als Propst zurück |
| Albrecht V. von Rechberg                          | 1461 | 1502 | vom Papst eingesetzt |
| Bernhard von Westerstetten                        | 1502 | 1503 | |
| Albrecht VI. Thumb von Neuburg                    | 1503 | 1521 | |
| Heinrich von der Pfalz                            | 1521 | 1552 | seit 1524 Fürstbischof von Worms, von 1525 bis 1529 letzter Fürstbischof von Utrecht, seit 1541 auch Fürstbischof von Freising                                                             |
| Otto Truchsess von Waldburg                       | 1553 | 1573 | Seit 1543 Fürstbischof von Augsburg, 1544 zum Kardinal erhoben |
| Christoph von Freyberg-Eisenberg                  | 1573 | 1584 | |
| Wolfgang von Hausen                               | 1584 | 1603 | seit 1600 auch Fürstbischof von Regensburg † 1613 |
| Johann Christoph I. von Westerstetten             | 1603 | 1613 | Ab 1612 Fürstbischof von Eichstätt |
| Johann Christoph II. von Freyberg-Eisenberg       | 1613 | 1620 | |
| Johann Jakob Blarer von Wartensee                 | 1621 | 1654 | |
| Johann Rudolf von Rechberg                        | 1654 | 1660 | |
| Johann Christoph III. von Freyberg-Eisenberg      | 1660 | 1674 | von 1665 an auch Bischof von Augsburg |
| Johann Christoph IV. Adelmann von Adelmannsfelden | 1674 | 1687 | |
| Heinrich Christoph von Wolframsdorf               | 1687 | 1689 | |
| Ludwig Anton von Pfalz-Neuburg                    | 1689 | 1694 | seit 1679 Hochmeister des Deutschen Ordens; seit 1691 auch Fürstbischof von Worms |
| Franz Ludwig von Pfalz-Neuburg                    | 1694 | 1732 | seit 1683 Fürstbischof v. Breslau, 1694 Fürstbischof v. Worms und Hochmeister des Deutschen Ordens, 1716–1729 Erzbischof und Kurfürst v. Trier, seit 1729 Erzbischof und Kurfürst v. Mainz |
| Franz Georg von Schönborn-Buchheim                | 1732 | 1756 | seit 1729 Erzbischof und Kurfürst von Trier, seit 1732 auch Fürstbischof von Worms |
| Anton Ignaz von Fugger-Glött                      | 1756 | 1787 | seit 1769 auch Fürstbischof von Regensburg; verzichtete am 1. 11. 1777 auf die Administration der Propstei                                                                                 |
| Clemens Wenzeslaus von Sachsen                    | 1787 | 1803 | † 1812 von 1768 bis 1803 auch Erzbischof und Kurfürst von Trier und Fürstbischof von Augsburg                                                                                              |